# Joaquín Costa

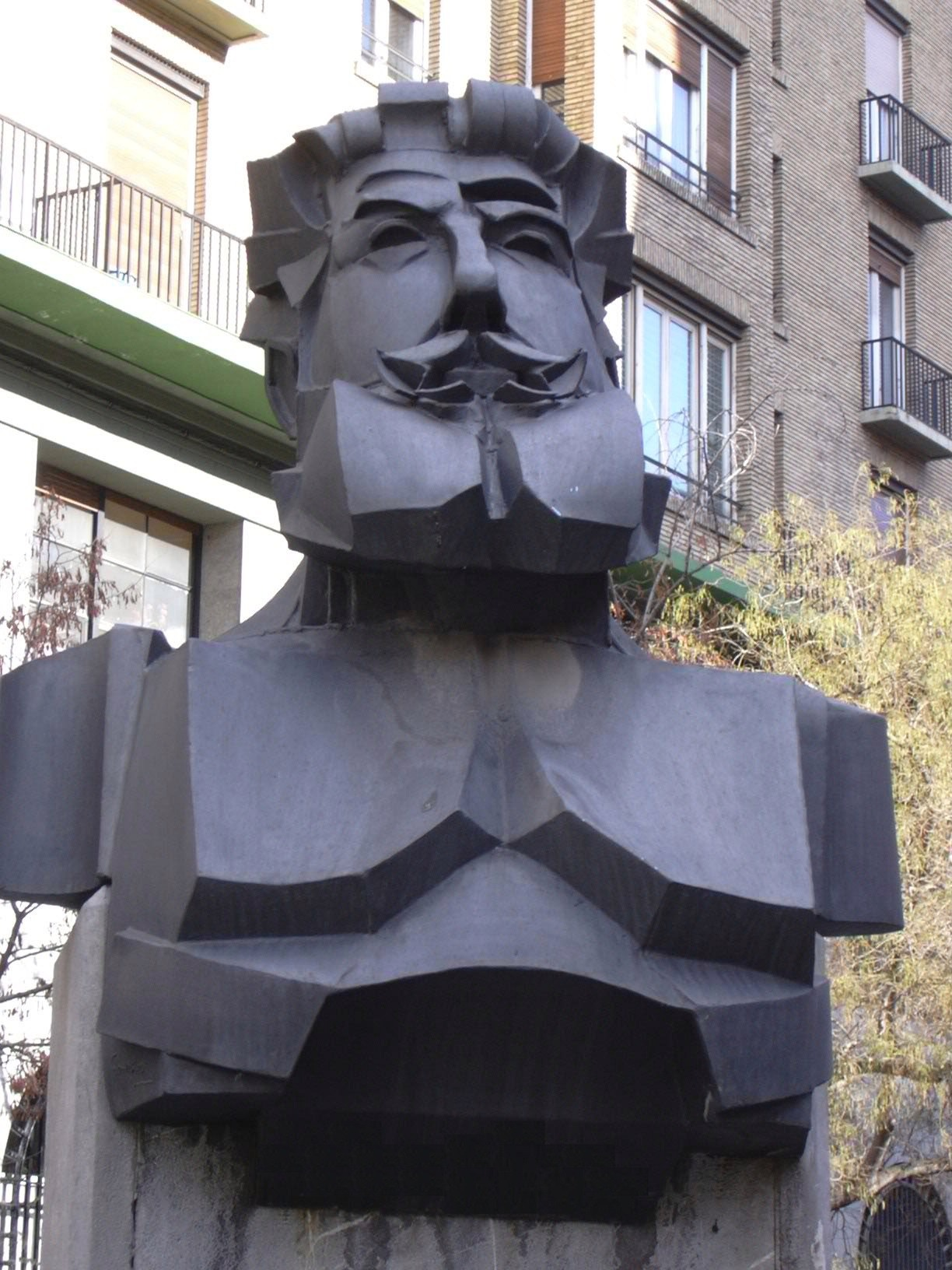
Denkmal für Costa in Saragossa

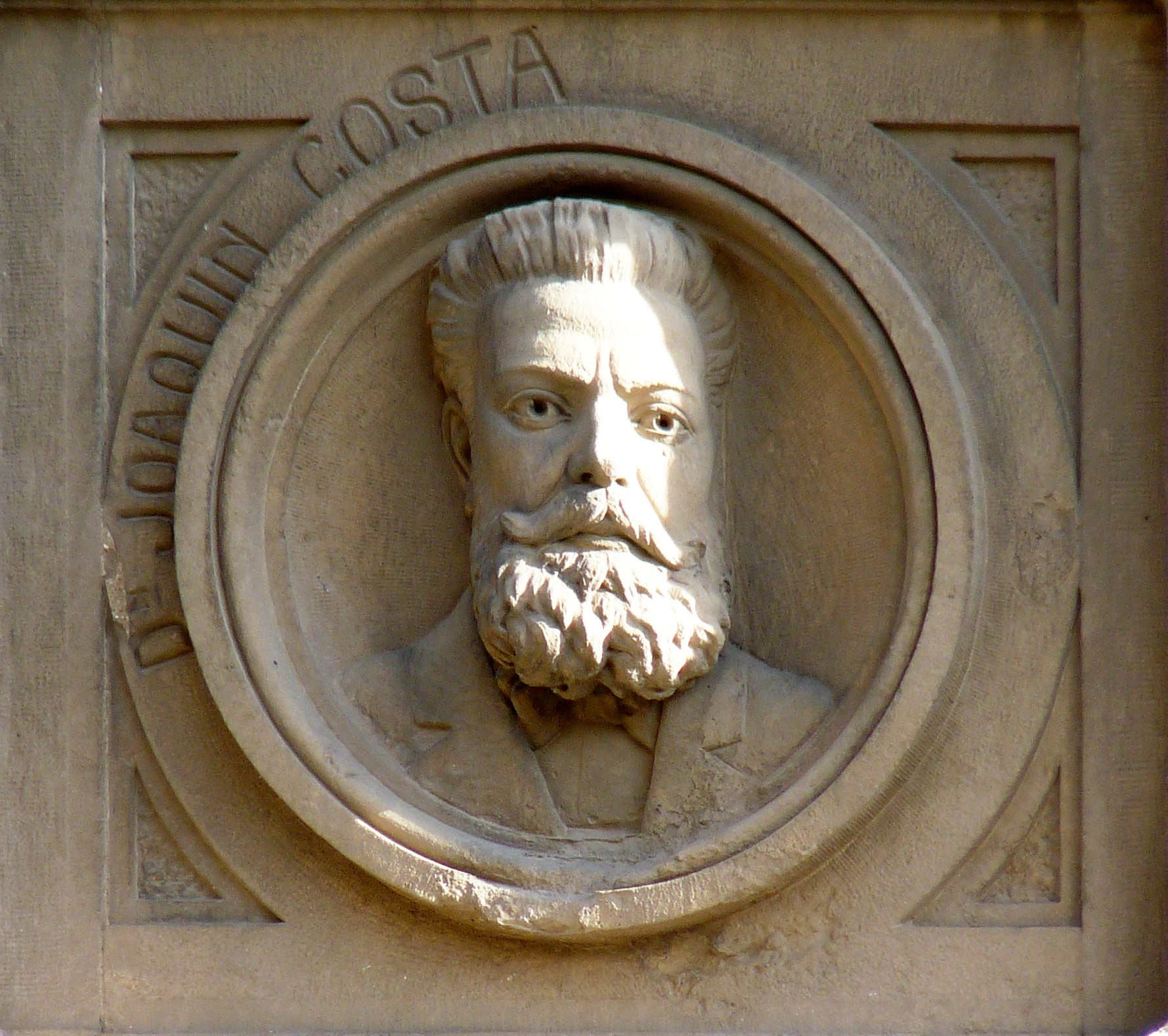
Reliefdarstellung von Joaquín Costa in Saragossa

Joaquín Costa Martínez (* 14. September 1846 in Monzón; † 8. Februar 1911 in Graus) war ein spanischer Politiker, Jurist, Ökonom und Historiker.

## Leben und Werk
Costa studierte in Huesca, Paris und Madrid.
Im Anschluss lehrte Costa an der Universität Madrid, gab seine Stelle aber aus Protest gegen die staatliche Bildungspolitik auf. Zwischen 1877 und 1879 arbeitete er als Anwalt in Cuenca und Huesca, ehe er nach Madrid zurückkehrte und an verschiedenen Zeitschriften mitarbeitete und an politischen und ökonomischen Kongressen teilnahm.
Ab 1892 war er verstärkt in der Politik tätig, wurde aber durch eine fortschreitende Muskelatrophie geschwächt. 1902 wurde er als republikanischer Abgeordneter gewählt.
Costa wird der Generación del 98 und der intellektuellen Strömung des Regeneracionismo zugerechnet. Insbesondere seine wirtschafts- und agrarpolitischen Schriften wirkten nachhaltig.
Anlässlich seines hundertsten Todestages im Februar 2011 fanden viele kulturelle Veranstaltungen statt. Die Spanische Nationalbibliothek organisierte im selben Jahr eine Ausstellung zu Costa.

## Schriften
- Derecho consuetudinario y economía popular de España. Zaragoza: Editorial Guara, 1981.
- La libertad civil y el Congreso de Jurisconsultos Aragoneses. Zaragoza: Editorial Guara, 1981.
- La vida del derecho : ensayo sobre el derecho consuetudinario. Zaragoza: Editorial Guara, 1982.
- Teoría del hecho jurídico individual y social. Zaragoza: Editorial Guara, 1984.
- Reforma de la fe publica. Zaragoza: Editorial Guara, 1984.
- Maestro, escuela y patria (notas pedagógicas). Madrid: Biblioteca Costa, 1916.
- Oligarquía y caciquismo como la forma actual de gobierno en España : Urgencia y modo de cambiarla. Madrid: Establecimiento Tipográfico de Fortanet, 1901.
- Tutela de pueblos en la Historia. Madrid: Biblioteca Costa, [o. J.].
- Historia, política social: patria. Madrid: Aguilar, 1961.
- Oligarquía y caciquismo. Colectivismo agrario y otros escritos. Madrid: Alianza, 1967.
- La fórmula de la agricultura española. Madrid: Biblioteca Joaquín Costa, 1912.
- La tierra y la cuestión social. Madrid: Biblioteca Costa, 1912.
- Colectivismo agrario en España. Zaragoza: Editorial Guara, 1983.
- Política hidráulica (misión social de los riegos en España). Madrid: Biblioteca J. Costa, 1911.
- El arbolado y la patria. Madrid: Biblioteca Joaquín Costa, 1912.
- Reorganización del notariado, del Registro de la Propiedad y de la Administración de Justicia. Madrid: Biblioteca Joaquín Costa, 1917.